# Classe Brin
La classe Brin est une classe de sous-marins construits pour la Regia Marina (la marine royale italienne) juste avant la Seconde Guerre mondiale.
Tous les sous-marins de cette classe ont été construits par le chantier naval Cantieri navali Tosi di Taranto (Tosi) de Tarente en Italie.

## Conception et description
Les sous-marins de la classe Brin sont des versions améliorées de la précédente classe Archimede. Deux sous-marins ont remplacé les sous-marins de cette classe qui ont été secrètement transférés aux nationalistes pendant la guerre civile espagnole en 1937.
Les sous-marins déplaçaient 1 000 tonnes en surface et 1 254 tonnes en immersion. Les sous-marins mesuraient 72,47 mètres de long, avaient une largeur de 6,80 mètres et un tirant d'eau de 4,89 mètres. La classe était partiellement à double coque.
Pour la navigation de surface, les sous-marins étaient propulsés par deux moteurs diesel de 1 500 chevaux (1 119 kW), chacun entraînant un arbre d'hélice. En immersion, chaque hélice était entraînée par un moteur électrique de 550 chevaux-vapeur (410 kW). Ces moteurs électriques étaient alimentés par une batterie composée de 124 éléments. Ils pouvaient atteindre 17,3 nœuds (32,0 km/h) en surface et 7,8 nœuds (14,4 km/h) sous l'eau. En surface, la classe Brin avait une autonomie de 9 000 milles nautiques (17 000 km) à 8 noeuds (15 km/h), en immersion, elle avait une autonomie de 90 milles nautiques (170 km) à 4 nœuds (7,4 km/h).
Les sous-marins étaient armés de huit tubes lance-torpilles internes de 53,3 cm, quatre à l'avant et quatre à l'arrière. Ils transportaient un total de 14 torpilles. Ils étaient également armés d'un canon de pont de 100 mm OTO 100/47 pour le combat en surface. Le canon était initialement monté à l'arrière de la tour de contrôle (kiosque), mais il a été replacé sur le pont avant plus tard dans la guerre dans les bateaux sous-marins et la grande tour de contrôle a été reconstruite en un modèle plus petit. L'armement antiaérien léger consistait en une ou deux paires de mitrailleuses Breda Model 1931 de 13,2 mm.

## Navires de la classe
| Navire                 | En hommage à           | Lancement         | Fait |
| ---------------------- | ---------------------- | ----------------- | --- |
| Benedetto Brin         | Benedetto Brin         | 3 avril 1938      | Se rend aux Alliés en 1943 ; abandonné en février 1948. |
| Luigi Galvani          | Luigi Galvani          | 22 mai 1938       | Coulé par le sloop britannique HMS Falmouth (L34) près du golfe Persique le 26 juin 1940.                                                                                                |
| Alberto Guglielmotti   | Alberto Guglielmotti   | 11 septembre 1938 | Le 6 septembre 1940, le pétrolier grec Atlas est coulé en mer Rouge. Torpillé par le HMS Unbeaten (N93) le 17 mars 1942.                                                                 |
| Archimede              | Archimède              | 3 mars 1939       | S'est échappé d'Afrique de l'Est en 1941 pour se rendre à Bordeaux. Coulé par des hydravions Catalina de l'US Navy au large du Brésil le 15 avril 1943.                                  |
| Evangelista Torricelli | Evangelista Torricelli | 26 mars 1939      | Sabordé dans la mer Rouge le 23 juin 1940 à la suite d'une attaque des destroyers britanniques HMS Kandahar (F28), HMS Khartoum (F45), HMS Kingston (F64) et du sloop HMS Shoreham (L32) |

## Historique

### Benedetto Brin
Le Benedetto Brin a été posé le 3 décembre 1936, lancé le 3 avril 1938 et mis en service le 30 juin 1938. Comme tous les autres sous-marins de la classe, il a d'abord rejoint le 44e escadron du 4e groupe de sous-marins à Tarente, puis le 41e escadron en 1939. Le Brin a ensuite rejoint le Galvani dans un détachement de sous-marins à Massaua en Érythrée, opérant en mer Rouge et dans l'océan Indien. Alors que tous les autres sous-marins de la classe ont été transférés à Massaua en 1940, le Brin est retourné en Méditerranée et a opéré d'abord dans le détroit de Sicile puis près de la Crète. Fin octobre 1940, il s'est déplacé de Messine à Bordeaux, échappant de justesse à deux destroyers britanniques dans le détroit de Gibraltar. Le 13 juin 1941, le Brin coula deux navires marchands près des Açores. À la fin du mois d'août 1941, le sous-marin est retourné à Messine, d'où il a fonctionné sans succès pendant les deux années suivantes. Après l'armistice de Cassibile, il fut remis aux Alliés à Bône en septembre 1943, qui le déplacèrent avec l'équipage italien d'abord à Malte puis à Tarente en octobre 1943. Entre mai 1944 et décembre 1945, il est à nouveau déployé dans l'océan Indien, où il sert au large de Ceylan pour l'entraînement de chasseurs de sous-marins de la Royal Navy. Le sous-marins a été désarmé à Tarente le 1er février 1948, puis mis au rebut.

### Luigi Galvani
Nommé d'après le scientifique Luigi Galvani, ce sous-marin fut également posé le 3 décembre 1936, mis à l'eau le 22 mai 1938 et mis en service le 29 juillet 1938. En juin 1940, il était sous le commandement du 81e escadron à Massaua en Érythrée. Le 10 juin 1940, il quitte sa base pour le golfe d'Oman, qu'il atteint le 23 juin. Après la capture du en sous-marin Galileo Galilei par les Britanniques le 19 juin, et avec lui les ordres opérationnels du 81e escadron, le Galvani était déjà attendu dans le golfe d'Oman. La corvette HMS Falmouth (L34) a éperonné le sous-marin dans la salle des torpilles arrière, dont la cloison a été scellée par le quartier-maître Pietro Venuti. Grâce à Venuti, qui s'est noyé dans la salle des torpilles arrière, le sous-marin, encore endommagé par les grenades sous-marines, a refait brièvement surface et la plupart des membres de l'équipage ont été sauvés. Le Galvani est crédité par diverses parties d'avoir coulé le sloop britanno-indien HMIS Pathan.

### Alberto Guglielmotti
Nommé d'après le frère dominicain et historien naval Alberto Guglielmotti, le sous-marin a été posé à Tarente le 3 décembre 1936 et mis à l'eau le 11 septembre 1938 ; il a été remis à la marine le 12 octobre 1938. En juin 1940, il est sous le commandement du 81e escadron à Massaua. Le Guglielmotti a sauvé l'équipage du sous-marin Macallè le 22 juin 1940, qui s'était échoué sur un rocher près de l'île de Barr Musa Kebir le 15 juin. Le 6 septembre 1940, il coule le pétrolier grec Atlas. Peu avant la chute de l'Afrique orientale italienne, les sous-marins italiens présents sur place ont reçu l'ordre de contourner le continent africain et de se diriger vers la base sous-marine italienne de Bordeaux. Le Guglielmotti fut le dernier sous-marin italien à quitter Massaua le 4 mars 1941. Le 6 mai 1941, il est arrivé dans la ville portuaire française, où il a été réparé pendant plusieurs mois. En septembre 1941, il passe devant Gibraltar et retourne en Méditerranée, où il est modernisé à Tarente jusqu'en février 1942. Le 15 mars 1942, il quitte Tarente pour Cagliari, mais il est coulé par le sous-marin britannique HMS Unbeaten (N93) au cap Spartivento (Calabre) le 17 mars 1942. Il n'y a pas eu de survivants.

### Archimède
Nommé d'après Archimède, sa quille a été posée à Tarente le 23 décembre 1937, il a été lancé le 5 mars 1939 et mis en service le 18 avril 1939. En juin 1940, il fait partie du 82e escadron à Massaua. Le 19 juin, il a navigué pour une mission au large des côtes de Djibouti, mais a dû être abandonné à la suite de problèmes avec le système de ventilation et à l'empoisonnement et la mort de l'équipage qui en ont résulté. le Archimede quitte Massaua pour les raisons précitées le 3 mars 1941 et arrive à Bordeaux le 7 mai 1941, où il est réparé. Sous le commandement de Gianfranco Gazzana Priaroggia, il attaque sans succès le croiseur USS Milwaukee (CL-5) et le destroyer USS Moffett (DD-362) le 23 mai 1942. Le 16 juin, il a réussi à couler le navire marchand Cardina, tandis que le vapeur américain Columbian s'échappait. En octobre 1942, il opère au large de Freetown, en Afrique de l'Ouest, où il coule le navire transport de troupes SS Oronsay le 9 octobre et endommage le vapeur grec Nea Hellas le jour suivant. Le Archimede fut coulé par un hydravion américain Consolidated PBY Catalina à Fernando de Noronha le 15 avril 1943 après un dur combat. Plusieurs membres d'équipage ont réussi à se mettre à l'abri sur des radeaux de sauvetage largués, mais y sont morts un par un. Après 27 jours, un survivant a été sauvé par des pêcheurs brésiliens.

### Evangelista Torricelli
Nommé d'après le physicien Evangelista Torricelli, sa quille a été posée le 23 décembre 1937, il a été lancé le 26 mars 1939 et mis en service le 7 mai 1939. En juin 1940, il fait partie du 82e escadron à Massaua. Le 14 juin 1940, sous le commandement de Salvatore Pelosi, il s'embarque pour Djibouti, mais il y est endommagé par des destroyers britanniques, puis à nouveau en marche de retour dans le détroit de Bab al-Mandab. Peu après la deuxième attaque, Pelosi a fait surface mais a ensuite été confronté, contrairement à son attente, à trois destroyers et deux sloops qui tentaient de capturer le sous-marin Torricelli. Pendant les quarante minutes de combat en surface, les deux sloops britanniques HMS Shoreham (L32) et HMS Indo ont été contraints de battre en retraite et les trois destroyers ont été endommagés, le HMS Khartoum (F45) étant cloué au sol et abandonné. Le sous-marin Torricelli a finalement été laissé très endommagé et incapable de manœuvrer. Peu avant son arraisonnement, Pelosi lui a ordonné de s'enfoncer. Sept hommes sont tombés dans la bataille de surface, le blessé Pelosi a été secouru contre son gré avec le reste de l'équipage par les Britanniques.